# Jessica Marjane
Jessica Marjane Durán (22 de septiembre de 1993, Hidalgo) es una activista trans mexicana, abogada y defensora de derechos humanos. Es fundadora y coordinadora del colectivo Red de Juventudes Trans México donde proporciona asistencia jurídica y legal en temas de diversidad sexual. 

## Biografía
A los 15 años, durante una clase de preparatoria, se le pidió como ejercicio elegir el rol que tendría en la comunidad LGBT, lo que le permitió darse de que era una mujer trans. Tuvo su primer contacto con un grupo LGBT al unirse al coro Transmisión Vocal, conformado por mujeres lesbianas, bisexuales y trans, y desde entonces comenzó a participar en marchas, foros y programas dedicados a la defensa de los derechos humanos de las personas LGBTTTI+. 
Estudió la licenciatura en Derecho en la Universidad Nacional Autónoma de México. Egresó de Asistencia Legal por los Derechos Humanos, A.C. (ASILEGAL) como promotora de derechos humanos LGBTTTI y de la Escuela de Derechos Humanos del Centro Fray Franscisco de Vitoria. En 2013 dio el taller para quinceañeras sobre sexualidad y violencia de género en el Instituto de la Juventud (INJUVE). 
En 2014, fundó la Red de Juventudes Trans México. Después fue fundadora del Campamento Trans, la primera escuela comunitaria de Derechos Humanos para personas trans en México. 
El 25 de noviembre de 2015, después de participar en una marcha en contra de la violencia que viven las mujeres, Marjane, Lía García y Alessa Flores intentaron entrar a uno de los baños de un centro comercial de la Ciudad de México, donde el personal de seguridad les negó el acceso por ser mujeres trans. Acudieron al Consejo para Prevenir y Eliminar la Discriminación en la Ciudad de México (COPRED), que determinó que sí hubo un acto discriminatorio. En 2016  las empresas involucradas fueron convocadas a firmar un convenio para comprometerse a pedir disculpas públicamente; sin embargo, el acuerdo no incluía una indemnización económica y no consideraba medidas que pudieran ser aplicadas a casos similares, por lo cual las acitivistas interpusieron una demanda civil por daño moral. En febrero de 2025, la Suprema Corte de Justicia de la Nación (SCJN) ordenó a la compañía indemnizarlas por daño moral, la primer sentencia de este tipo en México al reconocer que la discriminación por identidad y expresión de género implica una presunción de daño moral, sin necesidad de que las víctimas lo prueben con mayores exigencias. 
Desde su colectivo Red de Juventudes trans, Marjane forma parte de la iniciativa Baños para todes, que da seguimiento a los casos de discriminación en baños público para documentarlos y llevarlas a los gobiernos locales y al gobierno federal de México. 

## Premios y reconocimientos
En 2021 recibió el Premio MTV Transforma MIAW, el cual reconoce la labor de la juventud para lograr cambios positivos. 
En 2024 recibió un reconocimiento en la categoría de Derecho Legal por parte de la Asociación Estudiantil Plural de la universidad IBERO, y fue declarada como una de las personas LGBT más influyentes de México por su colaboración para modificar el Código Civil de la Ciudad de México. 